# Megatoma riedeli
Megatoma riedeli is een keversoort uit de familie spektorren (Dermestidae). De wetenschappelijke naam van de soort werd in 1967 gepubliceerd door Mroczkowski.